# 楊振寧 (小惑星)
楊振寧 (3421 Yangchenning) は、小惑星帯にある小惑星。紫金山天文台で発見された。
1957年のノーベル物理学賞を受賞した、中国系の楊振寧（ヤン チェンニン）に因んで名付けられた。